# Pizzo Alto
Il Pizzo Alto (Pizz Volt in lingua lombarda) è un monte delle Alpi Orobie, nella cresta principale condivisa dal Legnone e chiamata localmente "el fil" alto 2512 metri. Sulla cima confinano i comuni di Delebio e Premana e quindi la Val Varrone e la Valtellina.